# 무모한 도전 (영화)
《무모한 도전》(영어: The Ringer)은 미국에서 제작된 배리 W. 블라우스틴 감독의 2005년 슬랩스틱 스포츠 코미디 영화이다. 조니 녹스빌, 브라이언 콕스, 캐서린 하이글 등이 출연하였고, 피터 패럴리 등이 제작에 참여하였다. 알려진 다른 제목은 링거이다.

## 줄거리
스티브는 직장에서 상사 명령으로 원치 않게 친구인 성실한 이민자 청소부 스타비를 해고하게 된다. 스티브는 대신 스타비에게 아파트 주변 제초 일을 맡기지만 스타비는 곧 예초기 사고로 손가락 세 개가 잘려나가고 만다.
건강보험이 없는 스타비를 위해 2주 안에 접합 수술비 2만 8천 달러를 구해야 하는 상황에서 도박빚 4만 달러를 진 삼촌 게리가 스페셜 올림픽에 돈을 걸어 둘의 문제를 한꺼번에 해결하자고 한다.
올림픽 성적 조작을 위해 스티브는 고기능 발달장애인으로 위장하고 직접 경기에 참가하게 된다. 경쟁자들은 스티브가 자신들과 달리 장애인이 아니라는 걸 간파하지만 사정을 듣고 스티브를 돕기로 한다.

## 출연
- 조니 녹스빌 - 스티브 바커 역
- 브라이언 콕스 - 게리 바커 역
- 캐서린 하이글 - 린 셰리든, 자원봉사자 역
- 제프리 애런드 - 윈스턴 켈소 스미스 역
- 에드워드 바버넬 - 빌리 비더보어 역
- 빌 콧 - 토머스 웨치그 역
- 레너드 플라워스 - 지미 워싱턴 역
- 제드 리스 - 글렌 셔빈 역
- 루이스 아발로스 - 스타비 역
- 젠 게스너 - 데이비드 패트릭 역
- 테리 펑크 - 빚 추심자 역
- 제시 벤투라 - 동기 부여 연설가 역 (콤팩트 카세트 목소리)

## 기타 제작진
- 공동 제작: 마크 S. 피셔, 클레먼스 프래넥
- 배역: 토니 코브 브록, 낸시 포이
- 미술: 알런 제이 베터
- 의상: 리사 젠슨

## 같이 보기
- 스페셜 올림픽